# Apamea centralis
Apamea centralis là một loài bướm đêm thuộc họ Noctuidae. Nó được tìm thấy ở California, phía bắc đến Alberta.